# 関博之
関 博之（せき ひろゆき、1955年2月22日 - ）は、日本の国土交通技官。国土交通省大臣官房審議官や、国土交通省北海道開発局長、国土交通省北海道局長を経て、岩田地崎建設代表取締役副社長。

## 人物・経歴
北海道出身。国家公務員採用上級甲種試験（土木）に合格し、1978年に北海道大学工学部土木工学科を卒業し、北海道開発庁へ入庁。1989年北海道開発局留萌開発建設部留萌ダム建設事業所長。1991年北海道開発局石狩川開発建設部計画課長。
1993年北海道開発局建設部河川計画課長補佐。1996年北海道開発局建設部河川計画課流域対策官。1997年北海道開発局石狩川開発建設部千歳川放水路建設事務所長。1998年北海道開発局建設部河川計画課河川企画官。1999年北海道開発局網走開発建設部次長。
2001年国土交通省北海道局水政課企画官。2002年北海道開発局建設部河川管理課長。2003年国土交通省東北地方整備局岩手河川国道事務所長。2005年国土交通省北海道開発局建設部河川計画課長。2007年国土交通省北海道局水政課長。2009年国土交通省東北地方整備局副局長。
2010年国土交通省大臣官房審議官（北海道局担当）。2012年から国土交通省北海道開発局長を務め、第7期北海道総合開発計画の中間点検にあたるなどした。2013年国土交通省北海道局長。2015年北海道河川財団理事長。岩田地崎建設顧問を経て、2018年に山本隆幸と入れ替わる形で、岩田地崎建設代表取締役副社長に就任した。2025年瑞宝中綬章受章。

## 著書
- 『捷水路』（山口甲,品川守と共著）北海道河川防災研究センター 1996年